# Тиоцианат марганца(II)
Тиоцианат марганца(II) — неорганическое соединение, соль металла марганца и роданистоводородной кислоты с формулой Mn(SCN)2,
жёлтые кристаллы,
растворимые в воде,
образует кристаллогидраты.

## Получение
- Обменной реакцией тиоцианата бария и сульфата марганца(II):

{\displaystyle {\mathsf {MnSO_{4}+Ba(SCN)_{2}\ {\xrightarrow {}}\ Mn(SCN)_{2}+BaSO_{4}\downarrow }}}
- Действие роданистоводородной кислоты на карбонат марганца(II):

{\displaystyle {\mathsf {MnCO_{3}+2HSCN\ {\xrightarrow {}}\ Mn(SCN)_{2}+CO_{2}\uparrow +H_{2}O}}}
- Безводную соль получают дегидратацией кристаллогидрата при нагревании:

{\displaystyle {\mathsf {Mn(SCN)_{2}\cdot 4H_{2}O\ {\xrightarrow[{-H_{2}O}]{T}}\ Mn(SCN)_{2}\cdot 3H_{2}O\ {\xrightarrow[{-H_{2}O}]{T}}\ Mn(SCN)_{2}\cdot 2H_{2}O\ {\xrightarrow[{-2H_{2}O}]{160^{o}C}}\ Mn(SCN)_{2}}}}

## Физические свойства
Тиоцианат марганца(II) образует жёлтые кристаллы, растворимые в воде.
Образует кристаллогидраты состава Mn(SCN)2•n H2O, где n = 2, 3, 4.

## Химические свойства
- Разлагается при нагревании:

{\displaystyle {\mathsf {3Mn(SCN)_{2}\ {\xrightarrow {T}}\ Mn_{3}C+(CN)_{2}+3CS_{2}+2N_{2}}}}